# Attentatet i Apeldoorn 2009

Översikt över händelsen. Kungliga familjens rutt i orange, och personbilens rutt i rött.

Attentatet i Apeldoorn 2009 var en attentat som skedde den 30 april 2009 i staden Apeldoorn, Nederländerna i samband med firandet av Drottningdagen. En 38-årig man försökte attackera den holländska kungliga familjen genom att köra sin bil med hög fart in i en folkmassa.
Drottning Beatrix och andra medlemmar av kungafamiljen åkte genom stadens centrum i en buss med öppet tak. Gärningsmannen missade bussen men fortsatte att preja fram genom folkmassan tills han kraschade bilen mot ett monument. Sammanlagt mejades 17 personer ned av den framrusande bilen, sju av dem omkom och tio skadades. Gärningsmannen fördes till sjukhus där han avled dagen efter av hjärnskador han ådrog sig i kraschen.